# Anselm Feuerbach
Anselm Feuerbach (12. září 1829, Špýr – 4. ledna 1880, Benátky) byl německý malíř, vůdčí postava německého neoklasicismu.

## Biografie
Pocházel z intelektuální rodiny, jeho otec byl archeolog Joseph Anselm Feuerbach a děd právník Paul Johann Anselm von Feuerbach. Malířství studoval v Düsseldorfu, Mnichově, Antverpách a Paříži. Dlouho pobýval v Itálii. V letech 1873 až 1877 byl profesorem ve Vídni, pak odešel do Benátek, kde zemřel.

## Externí odkazy

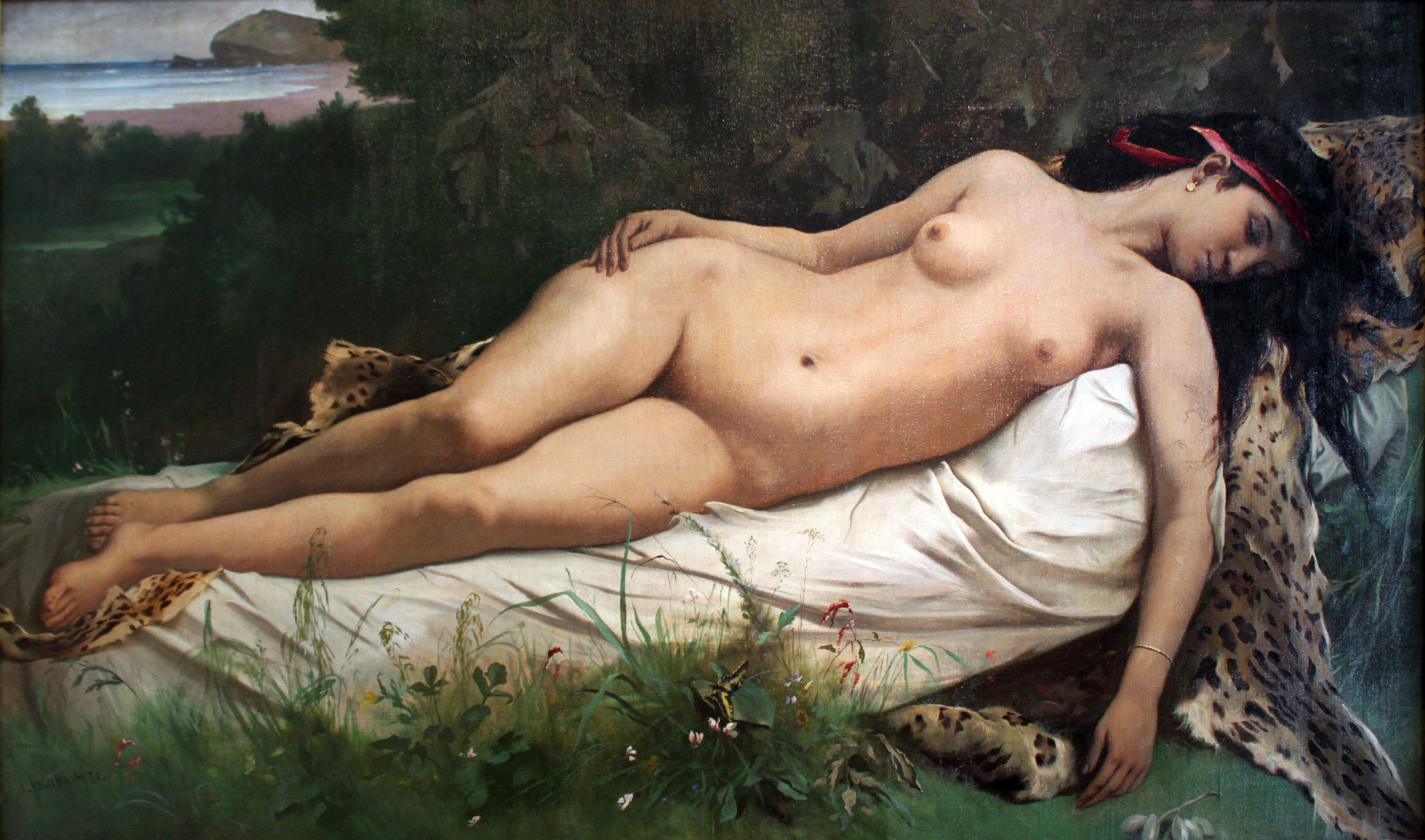
Anselm Feuerbach: Odpočívající nymfa (1870)